# Liga ACB 2005-06
La temporada 2005-06 de la Liga ACB fue la 23.ª edición de la competición. Fue ganada por el Baloncesto Málaga, que tras ganar la liga regular también lo hizo en el playoff, en el que se enfrentó al Baskonia.

## Liga regular

### Clasificación final
| Pos | Equipo                   | J  | G  | P  | PF   | PC   |
| --- | ------------------------ | -- | -- | -- | ---- | ---- |
| 1   | Unicaja Málaga           | 34 | 26 | 8  | 2753 | 2512 |
| 2   | TAU Cerámica             | 34 | 25 | 9  | 2855 | 2607 |
| 3   | Winterthur FC Barcelona  | 34 | 24 | 10 | 2747 | 2551 |
| 4   | DKV Joventut Badalona    | 34 | 23 | 11 | 2834 | 2645 |
| 5   | Gran Canaria Grupo Dunas | 34 | 20 | 14 | 2568 | 2493 |
| 6   | Real Madrid CF           | 34 | 19 | 15 | 2640 | 2485 |
| 7   | Akasvayu Girona          | 34 | 18 | 16 | 2739 | 2701 |
| 8   | Adecco Estudiantes       | 34 | 17 | 17 | 2770 | 2832 |
| 9   | Pamesa Valencia          | 34 | 16 | 18 | 2638 | 2693 |
| 10  | Alta Gestión Fuenlabrada | 34 | 15 | 19 | 2621 | 2706 |
| 11  | Caja San Fernando        | 34 | 14 | 20 | 2662 | 2764 |
| 12  | Etosa Alicante           | 34 | 14 | 20 | 2574 | 2639 |
| 13  | CB Granada               | 34 | 14 | 20 | 2620 | 2755 |
| 14  | Fórum Valladolid CB      | 34 | 13 | 21 | 2706 | 2767 |
| 15  | Lagun Aro Bilbao         | 34 | 13 | 21 | 2534 | 2672 |
| 16  | Llanera Menorca          | 34 | 12 | 22 | 2600 | 2772 |
| 17  | Ricoh Manresa            | 34 | 12 | 22 | 2599 | 2722 |
| 18  | Leche Río Breogán        | 34 | 11 | 23 | 2580 | 2724 |

|  | Campeón, Euroliga                        |
|  | Clasificados para la Euroliga            |
|  | Clasificados para la Copa ULEB           |
|  | Clasificados para la Eurocopa de la FIBA |
|  | Descienden a Liga LEB                    |

J = Partidos Jugados; G = Partidos Ganados; P = Partidos perdidos; PF = Puntos a favor; PC = Puntos en contra

## Play Off por el título
|  | Cuartos de final           | Cuartos de final |                           |                  | Semifinales | Semifinales |  |                  | Final | Final |  |
|  |                            |                  |                           |                  |             |             |  |                  |       |       |  |
|  |                            |                  |                           |                  |             |             |  |                  |       |       |  |
|  | 1 Unicaja Málaga           | 3                |                           |                  |             |             |  |                  |       |       |  |
|  | 1 Unicaja Málaga           | 3                |                           |                  |             |             |  |                  |       |       |  |
|  | 8 Adecco Estudiantes       | 0                |                           |                  |             |             |  |                  |       |       |  |
|  | 8 Adecco Estudiantes       | 0                |                           | 1 Unicaja Málaga | 3           |             |  |                  |       |       |  |
|  |                            |                  |                           | 1 Unicaja Málaga | 3           |             |  |                  |       |       |  |
|  |                            |                  | 4 DKV Joventut Badalona   | 2                |             |             |  |                  |       |       |  |
|  | 4 DKV Joventut Badalona    | 3                | 4 DKV Joventut Badalona   | 2                |             |             |  |                  |       |       |  |
|  | 4 DKV Joventut Badalona    | 3                |                           |                  |             |             |  |                  |       |       |  |
|  | 5 Gran Canaria Grupo Dunas | 0                |                           |                  |             |             |  |                  |       |       |  |
|  | 5 Gran Canaria Grupo Dunas | 0                |                           |                  |             |             |  | 1 Unicaja Málaga | 3     |       |  |
|  |                            |                  |                           |                  |             |             |  | 1 Unicaja Málaga | 3     |       |  |
|  |                            |                  | 2 TAU Cerámica            | 0                |             |             |  |                  |       |       |  |
|  | 3 Winterthur FC Barcelona  | 3                | 2 TAU Cerámica            | 0                |             |             |  |                  |       |       |  |
|  | 3 Winterthur FC Barcelona  | 3                |                           |                  |             |             |  |                  |       |       |  |
|  | 6 Real Madrid CF           | 1                |                           |                  |             |             |  |                  |       |       |  |
|  | 6 Real Madrid CF           | 1                |                           | 2 TAU Cerámica   | 3           |             |  |                  |       |       |  |
|  |                            |                  |                           | 2 TAU Cerámica   | 3           |             |  |                  |       |       |  |
|  |                            |                  | 3 Winterthur FC Barcelona | 0                |             |             |  |                  |       |       |  |
|  | 2 TAU Cerámica             | 3                | 3 Winterthur FC Barcelona | 0                |             |             |  |                  |       |       |  |
|  | 2 TAU Cerámica             | 3                |                           |                  |             |             |  |                  |       |       |  |
|  | 7 Akasvayu Girona          | 1                |                           |                  |             |             |  |                  |       |       |  |
|  | 7 Akasvayu Girona          | 1                |                           |                  |             |             |  |                  |       |       |  |
|  |                            |                  |                           |                  |             |             |  |                  |       |       |  |

| Campeón de la Liga ACB 2005-06 |
| ------------------------------ |
| Unicaja Málaga Primer título   |

## Nominaciones

### Quinteto ideal de la temporada
| Posición  | Jugador             | Equipo                  |
| --------- | ------------------- | ----------------------- |
| Base      | Pablo Prigioni      | TAU Cerámica            |
| Escolta   | Juan Carlos Navarro | Winterthur FC Barcelona |
| Alero     | Carlos Jiménez      | Adecco Estudiantes      |
| Ala-pívot | Jorge Garbajosa     | Unicaja Málaga          |
| Pívot     | Luis Scola          | TAU Cerámica            |

|  | MVP de la temporada |

### MVPde la final
| Posición  | Jugador         | Equipo         |
| --------- | --------------- | -------------- |
| Ala-pívot | Jorge Garbajosa | Unicaja Málaga |

### Jugador revelación de la temporada
| Posición | Jugador       | Equipo             |
| -------- | ------------- | ------------------ |
| Alero    | Carlos Suárez | Adecco Estudiantes |

### Jugador de la jornada
| Jornada | Jugador              | Equipo                  | Valoración |
| ------- | -------------------- | ----------------------- | ---------- |
| 1       | Lou Roe              | Caja San Fernando       | 40         |
| 2       | Louis Bullock        | Real Madrid CF          | 36         |
| 3       | Predrag Drobnjak     | TAU Cerámica            | 29         |
| 4       | Federico Kammerichs  | Akasvayu Girona         | 30         |
| 5       | Juan Carlos Navarro  | Winterthur FC Barcelona | 36         |
| 6       | Juan Carlos Navarro  | Winterthur FC Barcelona | 43         |
| 7       | Rudy Fernández       | DKV Joventut Badalona   | 36         |
| 8       | Roko Leni Ukić       | TAU Cerámica            | 34         |
| 9       | Pete Mickeal         | Leche Río Breogán       | 31         |
| 10      | Pete Mickeal         | Leche Río Breogán       | 41         |
| 11      | Iñaki De Miguel      | Etosa Alicante          | 30         |
| 11      | Hernán Jasen         | Adecco Estudiantes      | 30         |
| 12      | Lou Roe              | Caja San Fernando       | 38         |
| 13      | Marcus Brown         | Unicaja Málaga          | 31         |
| 14      | Pete Mickeal         | Leche Río Breogán       | 42         |
| 15      | Donatas Slanina      | Caja San Fernando       | 34         |
| 16      | Jorge Garbajosa      | Unicaja Málaga          | 38         |
| 16      | Luis Scola           | TAU Cerámica            | 38         |
| 17      | Will McDonald        | Adecco Estudiantes      | 46         |
| 18      | Michalis Kakiouzis   | Winterthur FC Barcelona | 36         |
| 19      | Curtis Borchardt     | CB Granada              | 35         |
| 20      | Lou Roe              | Caja San Fernando       | 45         |
| 21      | José Antonio Paraíso | CB Granada              | 41         |
| 22      | Rudy Fernández       | DKV Joventut Badalona   | 28         |
| 22      | Jordi Trias          | Winterthur FC Barcelona | 28         |
| 23      | Nikola Radulović     | Fórum Valladolid CB     | 32         |
| 24      | Nikola Radulović     | Fórum Valladolid CB     | 41         |
| 25      | Pete Mickeal         | Leche Río Breogán       | 54         |
| 26      | Andy Panko           | Lagun Aro Bilbao        | 35         |
| 27      | Carlos Jiménez       | Adecco Estudiantes      | 39         |
| 28      | Devin Davis          | Fórum Valladolid CB     | 40         |
| 29      | Curtis Borchardt     | CB Granada              | 34         |
| 30      | Pete Mickeal         | Leche Río Breogán       | 36         |
| 31      | Bernard Hopkins      | Fórum Valladolid CB     | 38         |
| 32      | Felipe Reyes         | Real Madrid CF          | 37         |
| 33      | Pete Mickeal         | Leche Río Breogán       | 38         |
| 34      | Arriel McDonald      | Akasvayu Girona         | 33         |

### Jugador del mes
| Mes       | Jornadas | Jugador          | Equipo            | Valoración |
| --------- | -------- | ---------------- | ----------------- | ---------- |
| Octubre   | 1-5      | Luis Scola       | TAU Cerámica      | 22,2       |
| Noviembre | 6-9      | Pete Mickeal     | Leche Río Breogán | 27,5       |
| Diciembre | 10-14    | Pete Mickeal     | Leche Río Breogán | 27,2       |
| Enero     | 15-18    | Luis Scola       | TAU Cerámica      | 26,8       |
| Febrero   | 19-21    | Lou Roe          | Caja San Fernando | 33         |
| Marzo     | 22-25    | Pete Mickeal     | Leche Río Breogán | 27         |
| Abril     | 26-31    | Curtis Borchardt | CB Granada        | 30,3       |
| Mayo      | 32-34    | Felipe Reyes     | Real Madrid CF    | 30,7       |

## Estadísticas

### Estadísticas individuales de liga regular
| Categoría                  | Jugador            | Equipo                   | Media  | Partidos | Total   |
| -------------------------- | ------------------ | ------------------------ | ------ | -------- | ------- |
| Valoración                 | Lou Roe            | Caja San Fernando        | 22,2   | 33       | 733     |
| Puntos por partido         | Lou Roe            | Caja San Fernando        | 19,7   | 33       | 650     |
| Rebotes por partido        | Felipe Reyes       | Real Madrid CF           | 7,97   | 34       | 271     |
| Asistencias por partido    | Pablo Prigioni     | TAU Cerámica             | 6,85   | 33       | 226     |
| Tapones por partido        | Frédéric Weis      | Lagun Aro Bilbao         | 1,65   | 34       | 56      |
| Recuperaciones por partido | Pablo Prigioni     | TAU Cerámica             | 2,36   | 33       | 78      |
| Porcentaje de tiros libres | Arriel McDonald    | Akasvayu Girona          | 90,41% | 33       | 66/73   |
| Porcentaje de tiros de 2   | Michalis Kakiouzis | Winterthur FC Barcelona  | 72,55% | 32       | 111/153 |
| Porcentaje de Tiros de 3   | Aigars Vitols      | Alta Gestión Fuenlabrada | 47,37% | 34       | 36/76   |
| Pérdidas                   | Pete Mickeal       | Leche Río Breogán        | 3,12   | 34       | 106     |

## Datos de los clubes

### Equipos por comunidades autónomas
| Comunidad autónoma   | N.º | Equipos                                                                         |
| -------------------- | --- | ------------------------------------------------------------------------------- |
| Cataluña             | 4   | Akasvayu Girona, DKV Joventut Badalona, Ricoh Manresa y Winterthur FC Barcelona |
| Andalucía            | 3   | Caja San Fernando, CB Granada y Unicaja Málaga                                  |
| Comunidad de Madrid  | 3   | Adecco Estudiantes, Alta Gestión Fuenlabrada y Real Madrid CF                   |
| Comunidad Valenciana | 2   | Etosa Alicante y Pamesa Valencia                                                |
| País Vasco           | 2   | Lagun Aro Bilbao y TAU Cerámica                                                 |
| Castilla y León      | 1   | Fórum Valladolid CB                                                             |
| Galicia              | 1   | Leche Río Breogán                                                               |
| Islas Baleares       | 1   | Llanera Menorca                                                                 |
| Islas Canarias       | 1   | Gran Canaria Grupo Dunas                                                        |